# Georg Arms
Georg Arms (* 7. August 2006 in Berlin) ist ein deutscher Kinderdarsteller.

## Leben
Georg Arms’ Mutter, Irina Arms, ist eine in Berlin lebende russische Regisseurin, Produzentin und Journalistin, sein Vater ein deutscher Kaufmann. Georg Arms wuchs zweisprachig auf. Bereits als Vierjähriger stand Georg als Hauptdarsteller in dem Kurzfilm seiner Mutter Weisst Du, was ich mir wünsche? (2012) mit dem Schauspieler Martin Wuttke zum ersten Mal vor der Kamera. Der Film beruht auf wahren Begebenheiten; er erzählt die Erlebnisse von Georgs Großvater während des Zweiten Weltkriegs.
In Edward Bergers Filmdrama Jack (2014) spielte Georg die zweite Hauptrolle. Dieser Film lief im Wettbewerb der Berlinale 2014 und wurde mit den Bayerischen Filmpreis und den Deutschen Filmpreis in Silber ausgezeichnet. 2016 spielte er im Fernseh-Psychothriller von Marco Kreuzpaintner Sanft schläft der Tod zusammen mit Matthias Brandt und Manfred Zapatka. Ein Jahr später folgte mit dem Filmdrama Freiheit von Jan Speckenbach, wo er ein von den Eltern verlassenes Kind spielt, mit den Schauspielereltern Johanna Wokalek und Hans-Jochen Wagner.
Seit 2017 ist Georg Arms auch Theaterschauspieler. An der Berliner Schaubühne spielt er in Milo Raus Stück Lenin den Pionier Jascha. Er arbeitet gelegentlich als Kindermodell und ist im Musikvideo Die kleine Rakete (2016) der Sängerin Kerstin Ott zu sehen.
2017 produzierte er als Regisseur seinen ersten Lego-Animation-Kurzfilm, A normal day in school, in dem er sich kritisch mit seiner Grundschule auseinandersetzte. Der Film lief im September 2017 außer Konkurrenz beim Canada Kids Film Festival in Toronto.

## Theater
- 2017–2020: Lenin – Regie: Milo Rau – Schaubühne Berlin

## Filmografie: (Auswahl)
- 2012: Weißt du, was ich mir wünsche? (Kurzfilm)
- 2014: Jack
- 2016: In aller Freundschaft – Die jungen Ärzte (Fernsehserie, 2 Folgen)
- 2016: Sanft schläft der Tod (Fernsehfilm)
- 2017: SOKO Leipzig (Fernsehserie, 1 Folge)
- 2017: Freiheit
- 2018: Gundermann

## Auszeichnungen
- 2012: Monaco International Film Festival „Best Newcomer“[3]